# MEŁZ Moskwa
MEŁZ Moskwa (ros. Футбольный клуб МЭЛЗ Москва, Futbolnyj Kłub "MEŁZ" Moskwa) – rosyjski klub piłkarski z siedzibą w Moskwie.

## Historia
Chronologia nazw:
- 1934—1935: Elektrozawod Moskwa (ros. «Электрозавод» Москва)
- 1936—1939: Staliniec Moskwa (ros. «Сталинец» Москва)
- 1940—...: MEŁZ Moskwa (ros. МЭЛЗ Москва)

Piłkarska drużyna Elektrozawod została założona w 1934 w mieście Moskwa. W 1936 zmienił nazwę na Staliniec.
Wiosną 1936 zespół debiutował w Grupie B Mistrzostw ZSRR.
W 1938 po reformie systemu lig ZSRR awansował do Grupy A, jednak nie utrzymał się w niej. Zajął 16 miejsce i spadł do Grupy B.
W 1939 zajął 17 miejsce i więcej nie przystąpił do rozgrywek profesjonalnych.
Od 1940 zmienił nazwę na MEŁZ Moskwa.

## Sukcesy
- 16 miejsce w Grupie A ZSRR:

1938
- 1/16 finału w Pucharze ZSRR:

1937, 1938, 1939

## Znani piłkarze
- Michaił Antoniewicz

## Inne
- CSKA Moskwa
- Dinamo Moskwa
- Lokomotiw Moskwa
- Spartak Moskwa